# Carteirada
Carteirada  é uma situação em que se busca vantagem ou privilégio em razão de seu cargo, profissão, condição financeira ou social.  Usualmente na ânsia de obter pequenas vantagens não financeiras, como por exemplo valer-se de sua condição para facilitar a obtenção de preferências, favores, tolerâncias e/ou cortesias, fato que, em condições normais, não seria acessível aos cidadãos comuns.

## Caso Luciana Tamburini
Em novembro de 2014, o juiz brasileiro João Carlos de Souza Correa tornou-se notório por ter processado uma agente de trânsito que o havia autuado, sendo chamado em reportagem da revista Isto É de "o rei da carteirada". Já o jornal O Globo afirmou em reportagem que a carreira de João Carlos é marcada por polêmicas, citando um episódio no qual o juiz chegou a chamar a Polícia Federal após tentar entrar em navio para comprar em free shop. O juiz estava dirigindo sem habilitação um automóvel sem placas de identificação nem documentação e foi autuado por Tamburini. Após discussão, Correa deu voz de prisão à agente. A conduta de Correa foi alvo de processo disciplinar e julgada pelo Órgão Especial do Tribunal de Justiça do Rio de Janeiro, que considerou adequada a postura do magistrado. O episódio gerou revolta e manifestações de apoio à agente de trânsito e exigindo justiça contra Correa tanto na mídia como nas redes sociais.

## Caso TAM Linhas Aéreas
Em dezembro de 2014, na cidade de Imperatriz (MA), o juiz Marcelo Testa Baldochi deu voz de prisão a três funcionários da TAM depois de ser impedido de embarcar em um voo, por atraso.
O juiz acusou os funcionários de crime contra o consumidor. Porém, anos antes, ele já havia negado indenização por perda de voo, alegando que a culpa fora, exclusivamente, do cliente.
Baldochi nasceu no estado de São Paulo, passou em um concurso público em 2003 e tomou posse como juiz no Maranhão no ano de 2006.

### Reações
A AMB divulgou em nota que considera inadmissível qualquer atitude que represente abuso de poder. O presidente da Associação dos Magistrados do Maranhão (AMMA), Gervásio Protásio, divulgou que "[...] nós, magistrados do Estado do Maranhão, não compactuamos com esse tipo de atitude".
A OAB (Ordem dos Advogados do Brasil) do Maranhão informou que vai representar o juiz junto ao CNJ (Conselho Nacional de Justiça).
O ocorrido virou motivo de piadas, na Internet.

### Outras polêmicas
Já foi ferido ao brigar com um flanelinha por causa de uma vaga de estacionamento, e em 2007 fiscais do trabalho resgataram 25 pessoas em regime análogo à escravidão na fazenda do magistrado em Açailândia.